# アキール・モリス
アキール・J・モリス（Akeel J. Morris, 1992年11月14日 - ）は、アメリカ領ヴァージン諸島セント・トーマス島出身のプロ野球選手（投手）。右投右打。アメリカ独立リーグ・アトランティックリーグのロングアイランド・ダックス所属。

## 経歴

### プロ入りとメッツ時代
2010年のMLBドラフト10巡目（全体302位）でニューヨーク・メッツから指名され、6月30日に契約。契約後、傘下のルーキー級ガルフ・コーストリーグ・メッツでプロデビュー。8試合（先発6試合）に登板して1勝1敗、防御率2.19、28奪三振の成績を残した。
2011年はアパラチアンリーグのルーキー級キングスポート・メッツでプレーし、11試合に先発登板して3勝2敗、防御率3.86、61奪三振の成績を残した。
2012年もルーキー級キングスポートでプレーし、11試合（先発6試合）に登板して0勝6敗2セーブ、防御率7.98、50奪三振の成績を残した。
2013年はA-級ブルックリン・サイクロンズでプレーし、14試合（先発3試合）に登板して4勝1敗1セーブ、防御率1.00、60奪三振の成績を残した。
2014年はA級サバンナ・サンドナッツでプレーし、41試合に登板して4勝1敗16セーブ、防御率0.63、89奪三振の成績を残した。オフの11月20日にメッツとメジャー契約を結び、40人枠入りを果たした。
2015年6月15日にメジャー初昇格を果たし、17日のトロント・ブルージェイズ戦でメジャーデビューした。同年はこの1試合のみの登板であり、0.2イニングで3安打3四球5失点と炎上。防御率67.50という数字でデビューイヤーを終えた。
2016年は傘下AA級ビンガムトン・メッツに所属し、22試合の登板で2勝2敗6セーブ、防御率4.62、WHIP1.38、奪三振率12.8を記録したが、メジャーでの登板機会はなかった。

### ブレーブス時代
2016年6月8日にケリー・ジョンソンとのトレードで、アトランタ・ブレーブスへ移籍した。ブレーブス移籍後もメジャーでの登板機会は与えられなかったが、マイナーのAA級ミシシッピ・ブレーブスでは、25試合のリリーフ登板で3勝1敗、防御率2.27、奪三振率12.6と見事なピッチングを見せた。マイナー2球団合計では47試合のリリーフ登板で、5勝3敗6セーブ、防御率3.25、WHIP1.36、奪三振率12.7という成績だった。一方、与四球率は5.5と高かった。
2018年3月31日にDFAとなった。

### エンゼルス時代
2018年4月2日に後日発表選手とのトレードで、ロサンゼルス・エンゼルスへ移籍した。8月15日にDFAとなり、17日にマイナー契約で傘下のAAA級ソルトレイク・ビーズへ配属された。11月2日にFAとなった。

### 独立リーグ時代
2019年4月1日にアトランティックリーグのハイポイント・ロッカーズに入団した。7月8日に同リーグのサザンメリーランド・ブルークラブスにトレードされたが、12日にサザンメリーランドの選手として試合に出場する前に、同リーグのニューブリテン・ビーズにトレードされた。11月6日にニューブリテン・ビーズの解散に伴う分配ドラフトで同リーグのロングアイランド・ダックスへ移籍した。
2020年は新型コロナウイルスの感染拡大によりリーグが開催されなかったため、プレーする機会はなかった。
2021年もロングアイランド・ダックスと再契約し、2試合に先発登板して1勝を挙げた。

### ジャイアンツ傘下時代
2021年6月19日にサンフランシスコ・ジャイアンツとマイナー契約を結んだ。オフの11月7日にFAとなった。

### 独立リーグ時代
2022年3月31日にロングアイランド・ダックスと契約した。この年は24試合に登板し、6勝10敗、防御率5.65という成績を残した。また、9月に行われた第5回ワールド・ベースボール・クラシック（WBC）予選のイギリス代表メンバーに選出された。予選では第2戦のドイツ戦で先発。2回1/3を1失点と好投して勝ち星を挙げ、イギリス初の本選進出に貢献した。

## 詳細情報

### 年度別投手成績
| 年 度    | 球 団    | 登 板 | 先 発 | 完 投 | 完 封 | 無 四 球 | 勝 利 | 敗 戦 | セ 丨 ブ | ホ 丨 ル ド | 勝 率 | 打 者 | 投 球 回 | 被 安 打 | 被 本 塁 打 | 与 四 球 | 敬 遠 | 与 死 球 | 奪 三 振 | 暴 投 | ボ 丨 ク | 失 点 | 自 責 点 | 防 御 率 | W H I P |
| -------- | -------- | ----- | ----- | ----- | ----- | -------- | ----- | ----- | -------- | ----------- | ----- | ----- | -------- | -------- | ----------- | -------- | ----- | -------- | -------- | ----- | -------- | ----- | -------- | -------- | ------- |
| 2015     | NYM      | 1     | 0     | 0     | 0     | 0        | 0     | 0     | 0        | 0           | ----  | 8     | 0.2      | 3        | 1           | 3        | 0     | 0        | 0        | 0     | 0        | 5     | 5        | 67.50    | 9.00    |
| 2017     | ATL      | 8     | 0     | 0     | 0     | 0        | 0     | 0     | 0        | 0           | ----  | 32    | 7.1      | 6        | 0           | 4        | 0     | 0        | 9        | 0     | 0        | 1     | 1        | 1.23     | 1.36    |
| 2018     | LAA      | 9     | 0     | 0     | 0     | 0        | 0     | 0     | 0        | 0           | ----  | 65    | 14.0     | 18       | 3           | 8        | 0     | 0        | 7        | 1     | 0        | 9     | 9        | 5.79     | 1.86    |
| MLB：3年 | MLB：3年 | 18    | 0     | 0     | 0     | 0        | 0     | 0     | 0        | 0           | ----  | 105   | 22.0     | 27       | 4           | 15       | 0     | 0        | 16       | 1     | 0        | 15    | 15       | 6.14     | 1.91    |

- 2019年度シーズン終了時

### 年度別守備成績
| 年 度 | 球 団 | 投手（P） | 投手（P） | 投手（P） | 投手（P） | 投手（P） | 投手（P） |
| 年 度 | 球 団 | 試 合     | 刺 殺     | 補 殺     | 失 策     | 併 殺     | 守 備 率  |
| ----- | ----- | --------- | --------- | --------- | --------- | --------- | --------- |
| 2015  | NYM   | 1         | 0         | 0         | 0         | 0         | ----      |
| 2017  | ATL   | 8         | 0         | 0         | 0         | 0         | ----      |
| 2018  | LAA   | 9         | 1         | 4         | 0         | 0         | 1.000     |
| MLB   | MLB   | 18        | 1         | 4         | 0         | 0         | 1.000     |

- 2019年度シーズン終了時

### 背番号
- 64（2015年）
- 60（2017年）
- 58（2018年）